# 琴獎菊和弘
琴獎菊和弘(1984年1月30日 - ），本名菊次一弘，日本九州福岡縣柳川市出身的前大相撲力士，屬佐渡嶽部屋。
他身高179cm，體重182kg。

## 生涯
他是一間建築會社社長的三子，1995年在高知縣明徳義塾中學學習相撲，1998年成為中學橫綱。
之後進入佐渡ヶ嶽部屋，2002年1月初次比賽，2004年7月升為十兩。2007年9月升為大關。2016年1月大相撲初場所，勇奪幕內優勝，是睽違10年再次由日本力士拿下優勝。上一次由日本力士奪得優勝是2006年1月的賽季。
在2020年11月14日宣布引退，並襲名成為年寄・第14代「秀ノ山」親方。
2024年10月19日，琴獎菊和弘獲日本相撲協會批准、從佐渡嶽部屋獨立，成立「秀ノ山部屋」培養相撲人才，成為相撲部屋的師匠。同時他的部屋也是時隔110年，再次使用「秀ノ山」名跡的相撲部屋。

## 個人生活
琴獎菊和弘於2015年2月宣布他將訂婚，他相信他的未婚妻幫助他熬過他在2013九州賽事的受傷。